# Bupleurum salicifolium subsp. salicifolium
Bupleurum salicifolium subsp. salicifolium é uma subespécie de planta com flor pertencente à família Apiaceae.

## Portugal
Trata-se de uma subespécie presente no território português, nomeadamente no Arquipélago da Madeira.
Em termos de naturalidade é endémica da Região Macaronésia.

## Protecção
Não se encontra protegida por legislação portuguesa ou da Comunidade Europeia.